# Dalcha Lungiambula
Dalcha Lungiambula (Kinsasa, 31 de julio de 1987) es un artista marcial mixto y kickboxer congoleño que compite en las divisiones de peso medio y peso ligero de Ultimate Fighting Championship.

## Carrera en las artes marciales mixtas

### Carrera temprana
Dalcha Lungiambula nació en Kinsasa, República Democrática del Congo. Cuando Lungiambula tenía ocho años, su padre le trajo su primer uniforme de judo. Desde entonces, Lungiambula practicó judo y llegó a obtener el cinturón negro. Representó al equipo nacional de judo congoleño de 2007 a 2009, antes de pasarse a la MMA en 2010. Tras el cambio, se trasladó a Table View, donde luchó en el Extreme Fighting Championship (EFC) de Sudáfrica. En agosto de 2016, Lungiambula se convirtió en ganador del título de peso semipesado del EFC, y ese mismo año compitió en el Campeonato Mundial de Jiu-Jitsu y fue ganador del Campeonato Mundial de Lucha por Sumisión ADCC en Abu Dhabi. En junio de 2018, fue ganador del título de peso semipesado del EFC. Firmó un contrato con la UFC en diciembre de 2018.

### Ultimate Fighting Championship
Tras el dominio regional en Sudáfrica, Lungiambula debutó en la UFC el 29 de junio de 2019 en UFC on ESPN: Ngannou vs. dos Santos contra Dequan Townsend. Obtuvo su primera victoria en la UFC por TKO con puñetazos y codazos en el tercer asalto. Ganó el combate por TKO en el tercer asalto.
Dalcha se enfrentó a Magomed Ankalaev el 9 de noviembre de 2019 en UFC Fight Night: Magomedsharipov vs. Kattar. Perdió el combate por nocaut de una patada frontal en el tercer asalto.
Se esperaba que Dalcha se enfrentara a Karl Roberson el 12 de diciembre de 2020 en UFC 256. Sin embargo, Karl dio positivo por COVID-19 y la pelea fue trasladada a la siguiente tarjeta del 19 de diciembre, UFC Fight Night: Thompson vs. Neal.
Se esperaba que Dalcha se enfrentara al recién llegado a la UFC Isi Fitikefu en UFC on ESPN: Chiesa vs. Magny el 20 de enero de 2021. Sin embargo, Fitikefu fue retirado por una lesión en el codo y sustituido por Markus Perez. Ganó el combate por decisión unánime.
Dalcha se enfrentó a Marc-André Barriault el 4 de septiembre de 2021 en UFC Fight Night: Brunson vs. Till. Perdió el combate por decisión unánime.
Dalcha se enfrentó a Cody Brundage el 12 de marzo de 2022 en UFC Fight Night: Santos vs. Ankalaev. Perdió el combate por sumisión en el primer asalto.

## Campeonatos y logros

### Artes marciales mixtas
- Extreme Fighting Championship (EFC)
  - Campeonato Mundial de Peso Semipesado de EFC[2]
    - 2 defensas exitosas del título

  - Campeonato Mundial de Peso Pesado de EFC (una vez)

## Récord en artes marciales mixtas
| Resultado | Récord | Oponente             | Método                                     | Evento                                      | Fecha                   | Ronda | Tiempo | Localización           | Notas |
| --------- | ------ | -------------------- | ------------------------------------------ | ------------------------------------------- | ----------------------- | ----- | ------ | ---------------------- | --- |
| Derrota   | 11-4   | Cody Brundage        | Sumisión (estrangulamiento por guillotina) | UFC Fight Night: Santos vs. Ankalaev        | 12 de marzo de 2022     | 1     | 3:41   | Las Vegas, Nevada      | |
| Derrota   | 11-3   | Marc-André Barriault | Decisión (unánime)                         | UFC Fight Night: Brunson vs. Till           | 4 de septiembre de 2021 | 3     | 5:00   | Las Vegas, Nevada      | |
| Victoria  | 11-2   | Markus Perez         | Decisión (unánime)                         | UFC on ESPN: Chiesa vs. Magny               | 20 de enero de 2021     | 3     | 5:00   | Abu Dhabi              | Debut en el peso medio.                                                                                      |
| Derrota   | 10-2   | Magomed Ankalaev     | KO (patada frontal y puñetazo)             | UFC Fight Night: Magomedsharipov vs. Kattar | 9 de noviembre de 2019  | 3     | 0:29   | Moscú                  | |
| Victoria  | 10-1   | Dequan Townsend      | TKO (puñetazos y codazos)                  | UFC on ESPN: Ngannou vs. dos Santos         | 29 de junio de 2019     | 3     | 0:42   | Minneapolis, Minnesota | |
| Victoria  | 9-1    | Andrew van Zyl       | Decisión (dividida)                        | EFC Worldwide 71                            | 23 de junio de 2018     | 5     | 5:00   | Johannesburgo          | Combate de peso pesado. Ganó el Campeonato Mundial de Peso Pesado de la EFC.                                 |
| Victoria  | 8-1    | Stuart Austin        | TKO (puñetazos)                            | EFC Worldwide 65                            | 4 de noviembre de 2017  | 2     | 1:48   | Johannesburgo          | Defendió el Campeonato Mundial de Peso Semipesado de la EFC.                                                 |
| Victoria  | 7-1    | Alan Baudot          | KO (puñetazo)                              | EFC Worldwide 61                            | 8 de julio de 2017      | 1     | 0:26   | Provincia del Noroeste | Defendió el Campeonato Mundial de Peso Semipesado de la EFC.                                                 |
| Victoria  | 6-1    | Tumelo Maphutha      | Decisión (unánime)                         | EFC Worldwide 52                            | 5 de agosto de 2016     | 5     | 5:00   | Ciudad del Cabo        | Ganó el Campeonato Mundial Interino de Peso Semipesado de la EFC. Más tarde ascendió a campeón indiscutible. |
| Victoria  | 5-1    | Gideon Drotschie     | TKO (sumisión a puñetazos)                 | Extreme FC 45                               | 7 de noviembre de 2015  | 4     | 1:10   | Ciudad del Cabo        | |
| Derrota   | 4-1    | Norman Wessels       | Sumisión (estrangulamiento por detrás)     | Extreme FC 42                               | 8 de agosto de 2015     | 2     | 1:45   | Ciudad del Cabo        | Por el Campeonato Mundial de Peso Semipesado de la EFC.                                                      |
| Victoria  | 4-0    | Yannick Bahati       | Decisión (unánime)                         | Extreme FC 39                               | 7 de mayo de 2015       | 3     | 5:00   | Ciudad del Cabo        | Combate de peso acordado (194 libras).                                                                       |
| Victoria  | 3-0    | Danie van Heerden    | Decisión (unánime)                         | Extreme FC 35                               | 6 de noviembre de 2014  | 3     | 5:00   | Ciudad del Cabo        | |
| Victoria  | 2-0    | Pete Motaung         | Sumisión (barra de brazo)                  | Extreme FC 34                               | 2 de octubre de 2014    | 1     | 3:51   | Johannesburgo          | |
| Victoria  | 1-0    | Roelof Scheepers     | TKO (sumisión verbal)                      | Extreme FC 30                               | 5 de junio de 2014      | 1     | 0:59   | Ciudad del Cabo        | Debut en el peso semipesado.                                                                                 |